# Albrecht Wilhelm Roth
Albrecht (Albert) Wilhelm Roth, född 7 januari 1757 i storhertigdömet Oldenburg, död 16 oktober 1834 i Bremen, var en tysk botaniker.
Roth levde som läkare i Vegesack nära Bremen och var en av de bästa beskrivande botanikerna i generationen närmast efter Linné.